# Гринвил (округ Грин, Њујорк)
Гринвил (енгл. Greenville, Greene County) насељено је место без административног статуса у америчкој савезној држави Њујорк.

## Демографија
По попису из 2010. године број становника је 688, што је 195 (39,6%) становника више него 2000. године.
| Група             | 2000.       | 2010.       |
| Белци             | 484 (98,2%) | 631 (91,7%) |
| Афроамериканци    | 1 (0,2%)    | 12 (1,7%)   |
| Азијати           | 0 (0,0%)    | 12 (1,7%)   |
| Хиспаноамериканци | 4 (0,8%)    | 20 (2,9%)   |
| Укупно            | 493         | 688         |